# Felix Beijmo
Felix Olof Allan Nelson Beijmo, más conocido como Felix Beijmo, (Estocolmo, 31 de enero de 1998) es un futbolista sueco que juega de defensa en el Aarhus GF de la Superliga de Dinamarca.

## Trayectoria
Beijmo comenzó su carrera con el IF Brommapojkarna, en 2015, fichando en 2017 por el Djurgårdens IF, con el que consiguió levantar la Copa de Suecia.

### Werder Bremen
En 2018 fichó por el Werder Bremen de la Bundesliga alemana.
Durante su estancia en el Werder Bremen estuvo cedido en el Malmö FF y en el Greuther Fürth.

### Malmö
En 2020 fichó por el Malmö FF de la Allsvenskan.

## Selección nacional
Fue internacional sub-17, sub-19 y sub-21 con la selección de fútbol de Suecia.

## Clubes
| Club                          | País      | Año       |
| ----------------------------- | --------- | --------- |
| IF Brommapojkarna             | Suecia    | 2015-2017 |
| Djurgårdens IF                | Suecia    | 2017-2018 |
| Werder Bremen                 | Alemania  | 2018-2020 |
| Malmö FF (cedido)             | Suecia    | 2019      |
| SpVgg Greuther Fürth (cedido) | Alemania  | 2020      |
| Malmö FF                      | Suecia    | 2020-2023 |
| Aarhus GF (cedido)            | Dinamarca | 2023      |
| Aarhus GF                     | Dinamarca | 2023-     |

## Palmarés

### Títulos nacionales
| Título         | Club           | País   | Año  |
| -------------- | -------------- | ------ | ---- |
| Copa de Suecia | Djurgårdens IF | Suecia | 2018 |
| Allsvenskan    | Malmö FF       | Suecia | 2020 |
| Allsvenskan    | Malmö FF       | Suecia | 2021 |
| Copa de Suecia | Malmö FF       | Suecia | 2022 |